# Prîvilne, Vilneansk
Prîvilne (în ucraineană Привільне) este localitatea de reședință a comunei Prîvilne din raionul Vilneansk, regiunea Zaporijjea, Ucraina.

## Demografie
Componența lingvistică a localității Prîvilne
     Ucraineană (94,31%)
     Rusă (4,95%)
Conform recensământului din 2001, majoritatea populației localității Prîvilne era vorbitoare de ucraineană (94,31%), existând în minoritate și vorbitori de rusă (4,95%).